# うまれるまえからきみをしってる
『うまれるまえからきみをしってる』は、2025年1月25日に廻花が開催した単独ライブのタイトルであり、同年3月26日にリリースした1stアルバムのタイトルである。本項では、この両方について述べる。
廻花は、KAMITSUBAKI STUDIO所属のバーチャルシンガーである花譜のバーチャルシンガーソングライターとしての名義である。廻花としては、2024年1月14日に開催された『花譜 4th ONE-MAN LIVE「怪歌」』にて活動を開始した。タイトルの「うまれるまえからきみをしってる」は、本アルバムに収録されている楽曲「かいか」に登場する「生まれる前からきみを知っている」というフレーズが元になっている。このフレーズは廻花と切り離されたくない花譜という存在のことを表しており、見える部分が変わろうとも同じ自分が歌っていることを覚えていてほしいという廻花の願いが込められている。

## ライブ
『廻花 Transmission Mini Live「うまれるまえからきみをしってる」』は、2025年1月25日20時に廻花が開催したワンマンライブである。廻花としては初の単独公演であった。
「送信・伝送・伝達」を意味する "Transmission" と銘打たれている。
本ライブには、これまでKAMITSUBAKI STUDIOが提供してきたライブとは異なる技術が採用され、映像が花譜に関連深い渋谷の舞台から「転送」されて配信された。代々木公園の並木道など、これまでの花譜としての活動で馴染み深かった場所をバーチャル上に構築し、表現された。
このライブにて、『廻花 1st Album 「うまれるまえからきみをしってる」』のリリースが発表された。

### セットリスト
1. 転校生
2. はかいのうた
3. ターミナル
4. スタンドバイミー
5. かいか
6. ほしひとつ
7. 東京、ぼくらは大丈夫かな

## アルバム
『廻花 1st Album 「うまれるまえからきみをしってる」』は、廻花が2025年3月26日にリリースしたアルバムである。廻花として作曲した楽曲だけでなく、廻花として活動することが決まる前に制作し、未発表であった楽曲も含まれている。
初回限定盤と通常盤の2形態で販売された。初回限定盤はスペシャルボックスパッケージで、はくいきしろいとコラボレーションしたアートワークTシャツなどが同梱された。
発売に際し、YouTube上にて収録曲全15曲について語ったセルフライナーノーツが2編に分けて公開された。

### 収録曲
全15曲。このうち、「マイディア」と「リメンバー」は花譜として発表された楽曲であり、クレジットはKAIKA & KAF（廻花・花譜）となっている。この名義で発表するにあたり、廻花本人は「花譜だけが好きな人の良い思い出まで奪っちゃうんじゃないか」と考え葛藤したが、どちらも自分の気持ちから生まれたものだから、その意味では廻花の曲と同じだなと思い、全く別の存在ではないという自分の意思表示として、今回のアルバムに収録されることとなった。
リード曲は「ターミナル」で、代々木第一体育館にて開催された廻花の初ライブ（『怪歌』第五部 「廻花」）にて1曲目に披露された楽曲である。この楽曲のLIVE音源は、2024年12月25日に数量限定でゲリラ販売された。「ターミナル」に加え、「ひぐらしのうた」、「スタンドバイミー」、「転校生」、「かいか」の4曲も『花譜 4th ONE-MAN LIVE「怪歌」』にて初めて演奏された。
「東京、ぼくらは大丈夫かな」は、『花譜 4th ONE-MAN LIVE「怪歌(再)」』にて発表された。「はかいのうた」および「ほしひとつ」は前述の『廻花 Transmission Mini Live「うまれるまえからきみをしってる」』にて発表された。
また、本アルバム発売までに「かいか」「テディベア」「ひぐらしのうた」「スタンドバイミー」が配信シングルとしてリリースされていた。本アルバムの発売に際し、「東京、ぼくらは大丈夫かな」が先行リリースとしてデジタル配信された。
| 全作詞・作曲: KAIKA。 |                              |              |              |                              |       |
| #                     | タイトル                     | 作詞         | 作曲・編曲   | 編曲                         | 時間  |
| 1.                    | 「転校生」                   | KAIKA [ 13 ] | KAIKA [ 13 ] | Sosuke Oikawa                | 03:38 |
| 2.                    | 「ひぐらしのうた」           | KAIKA [ 13 ] | KAIKA [ 13 ] | Sosuke Oikawa                | 04:04 |
| 3.                    | 「初恋」                     | KAIKA [ 13 ] | KAIKA [ 13 ] | Tsuyoshi Okamoto             | 04:27 |
| 4.                    | 「ターミナル」               | KAIKA [ 13 ] | KAIKA [ 13 ] | Sosuke Oikawa                | 04:36 |
| 5.                    | 「はかいのうた」             | KAIKA [ 13 ] | KAIKA [ 13 ] | Sosuke Oikawa                | 03:35 |
| 6.                    | 「マイディア」               | KAIKA [ 13 ] | KAIKA [ 13 ] | Sosuke Oikawa                | 04:44 |
| 7.                    | 「リメンバー」               | KAIKA [ 13 ] | KAIKA [ 13 ] | Sosuke Oikawa                | 04:49 |
| 8.                    | 「テディベア」               | KAIKA [ 13 ] | KAIKA [ 13 ] | Sosuke Oikawa                | 01:37 |
| 9.                    | 「ランドマーク」             | KAIKA [ 13 ] | KAIKA [ 13 ] | Isao Sudo                    | 02:35 |
| 10.                   | 「Trance」                   | KAIKA [ 13 ] | KAIKA [ 13 ] | Isao Sudo                    | 03:25 |
| 11.                   | 「白夜、揺れる命」           | KAIKA [ 13 ] | KAIKA [ 13 ] | Isao Sudo                    | 06:28 |
| 12.                   | 「ほしひとつ」               | KAIKA [ 13 ] | KAIKA [ 13 ] | Sosuke Oikawa、Emi Okamoto   | 03:48 |
| 13.                   | 「スタンドバイミー」         | KAIKA [ 13 ] | KAIKA [ 13 ] | Sosuke Oikawa                | 04:12 |
| 14.                   | 「東京、ぼくらは大丈夫かな」 | KAIKA [ 13 ] | KAIKA [ 13 ] | Hisashi Koyama、Yusuke Koide | 03:02 |
| 15.                   | 「かいか」                   | KAIKA [ 13 ] | KAIKA [ 13 ] | Sosuke Oikawa                | 05:02 |
| 合計時間:             | 合計時間:                    | 合計時間:    | 60:02        |                              |       |